# Flagge Surinames
Die Flagge Surinames wurde am 25. November 1975 eingeführt.

## Beschreibung und Bedeutung
Die Nationalflagge besteht aus fünf horizontalen Streifen. Von oben nach unten: grün (doppelte Breite), weiß, rot (vierfache Breite), weiß, grün (doppelte Breite). Im Zentrum der Flagge ist ein gelber, fünfzackiger Stern dargestellt.
Rot symbolisiert den Fortschritt und den Kampf für ein besseres Leben. Weiß ist das Symbol für Freiheit und Recht. Die Farbe grün steht für die Fruchtbarkeit des Landes und der Stern symbolisiert die goldene Zukunft.

## Geschichte

17:27 Flagge von Suriname, 1959 bis 1975

Nachdem im Dezember 1954 das Statut für mehr Unabhängigkeit von Suriname innerhalb des Königreiches der Niederlande in Kraft getreten war, entstand ein Bedürfnis nach eigenen nationalen Symbolen. Premierminister Emanuels erteilte 1958 den Auftrag zum Entwurf einer eigenen Flagge. Letztlich setzte sich die Idee und der Entwurf von Noni Lichtveld, die Farben der fünf verschiedenen Bevölkerungsgruppen in Form von Sternen darzustellen und durch eine Ellipse zu verbinden, durch. Die Farbe schwarz repräsentierte die Gruppe afrikanischer, braun die Gruppen hindustanischer, gelb javanischer und chinesischer, rot einheimischer und weiß europäischer Herkunft. Der weiße Hintergrund sollte das friedliche Zusammenleben der Bevölkerungsgruppen symbolisieren. Am 8. Dezember 1959 wurde dieser Entwurf durch das Parlament angenommen und am 15. Dezember, dem Königreichstag zusammen mit der Nationalhymne „God zij met ons Suriname“ öffentlich eingeführt.